# Zwillbrocker Venn
Het Zwillbrocker Venn is een natuurgebied in de Duitse deelstaat Noordrijn-Westfalen, nabij de Nederlandse grens ten oosten van Eibergen en Groenlo. Het ligt in het Münsterland, nabij de buurtschap Zwillbrock in de gemeente Vreden, ten noorden van Meddo en grenst aan de Nederlandse gemeenten Berkelland en Winterswijk. Het natuurgebied beslaat ongeveer 157 ha in oppervlakte. Het is een Natura 2000-gebied.
Het Zwillbrocker Venn is ontstaan nadat hier turf is gestoken. Het gebied werd al vele duizenden jaren geleden bewoond. Bodemvondsten wijzen op bewoning langs de rand van het veen door jager-verzamelaarsgroepen uit het Laat-paleolithicum, de oude steentijd (ca. 10.000 v.Chr.).
Het natuurgebied omvat zowel bos als moerasgebied. In het natuurgebied broeden meer dan honderd verschillende vogelsoorten. Het Zwillbrocker Venn herbergt de grootste kokmeeuwenkolonie van Duitsland, met circa 16.000 getelde dieren. Het is tevens de wereldwijd meest noordelijk gelegen broedplaats voor een kolonie van ongeveer veertig flamingo's. Waar de kokmeeuwen het gehele jaar in het gebied aanwezig blijven, trekken de flamingo's in de winter naar de wateren in het zuidwesten van Nederland. Vanwege deze unieke broedvogels staat het gebied onder vogelbescherming.

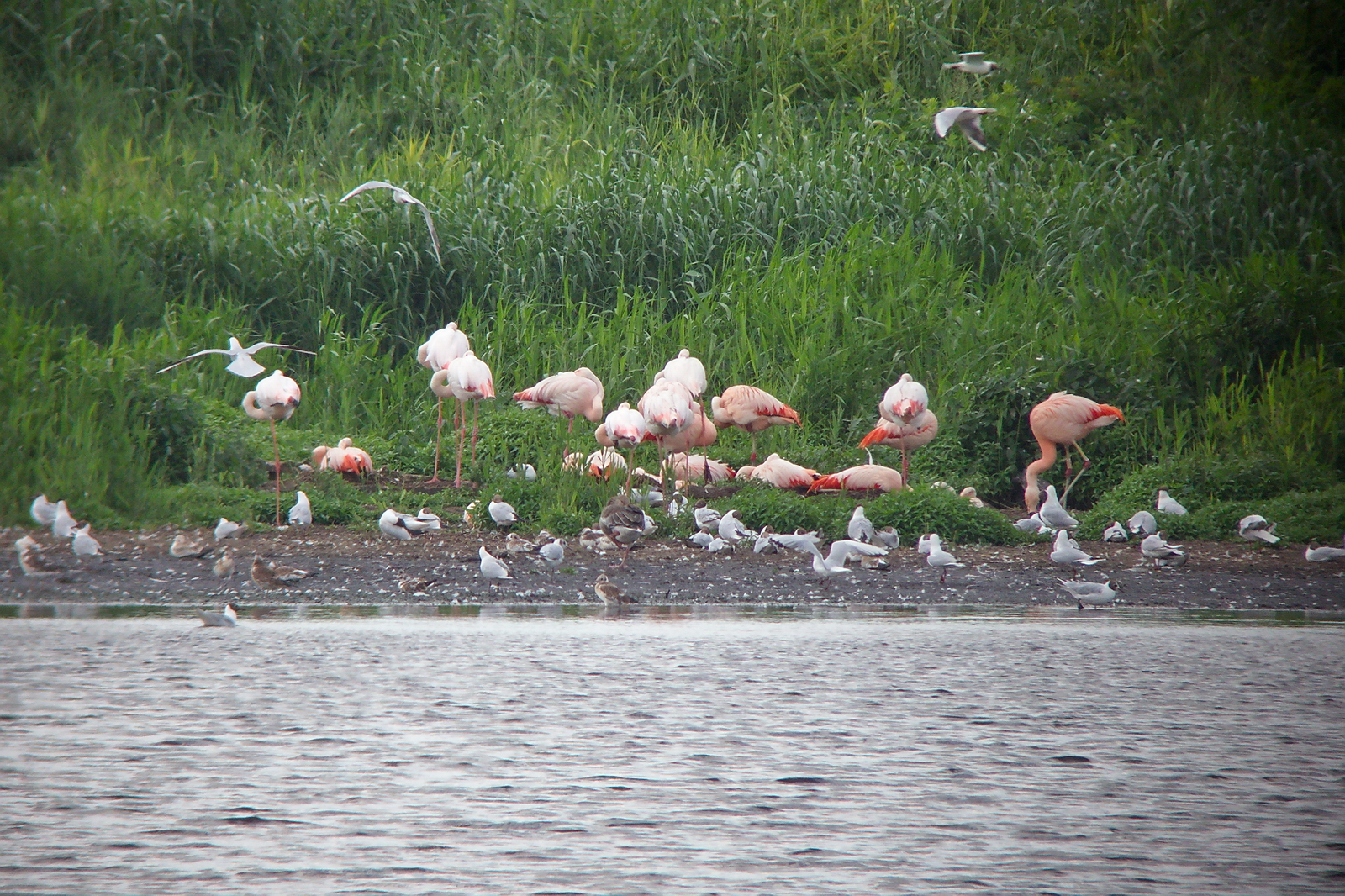
Flamingo's in het Zwillbrocker Venn